# Poder preditivo

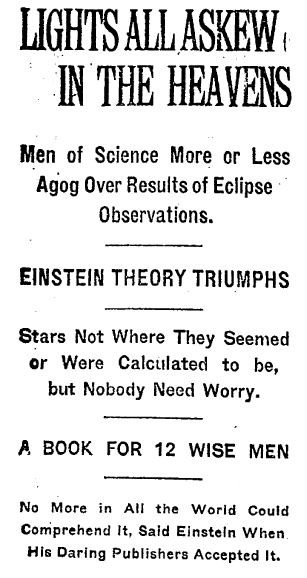
O The New York Times de 10 de Novembro de 1919, noticiando a confirmação a previsão de Einstein sobre a gravidade no espaço, o chamado efeito de lente gravitacional.

O poder preditivo de uma teoria científica refere-se à sua habilidade em gerar previsões testáveis. Teorias com forte poder preditivo são altamente valorizadas, porque as previsões podem muitas vezes encorajar o falseamento da teoria. O conceito de poder preditivo é diferente do de poder explicativo ou descritivo (onde fenómenos que já são conhecidos são retrospectivamente explicados por certa teoria) na medida em que aquele permite um teste prospectivo da compreensão teorética.